# Dorji Wangmo
La reina madre Dorji Wangmo (nacida el 10 de junio de 1955) es una de las cuatro esposas y reinas del 4° rey butanés Jigme Singye Wangchuck, quien gobernó hasta su abdicación en 2006. Ella es la reina madre (Gyalyum Kude, que literalmente significa "reina madre") de Bután.

## Biografía
Su padre, Yab Dasho Ugyen Dorji (1925-2019), fue el fundador y propietario de la Academia Ugyen. Su madre es Yum Thuiji Zam (nacida en 1932).
Fue educada en el Convento de San José, Kalimpong, y en la Escuela de St. Helen, Kurseong, India.
Sus tres hermanos son:
- Lyonpo Sangay Ngedup (n. 1953), ex primer ministro de Bután.
- Dasho Ugyen Tsechup (n. 1964).
- Dasho Topgay (n. 1966).

Sus cinco hermanas son (tres de ellas son las otras Reinas Madres):
- Ashi Beda (n. 1951).
- SM Ashi Tshering Pem (n. 1957).
- SM Ashi Tshering Yangdon (n. 1959), madre del rey Jigme Khesar Namgyel Wangchuck.
- SM Ashi Sangay Choden (n. 1963).
- Ashi Sonam Choden (n. 1969).

## Descendencia
Ella tuvo, con el exmonarca, los siguientes hijos: 
| Nombre                                | Nacimiento                    |
| ------------------------------------- | ----------------------------- |
| Princesa Ashi Sonam Dechen Wangchuck  | 5 de agosto de 1981 (43 años) |
| Príncipe Dasho Jigyel Ugyen Wangchuck | 6 de julio de 1984 (40 años)  |

## Trabajos publicados
- Of Rainbows and Clouds: The Life of Yab Ugyen Dorji as told to His Daughter (1998).[3]
- Treasures of the Thunder Dragon: A Portrait of Bhutan (2006).[4]
- Dochula: A Spiritual Abode in Bhutan (2015).[5]

## Patronazgos
- Patrona Jefe del Ministerio de Agricultura desde 1999.
- Patrona Jefe de “Ecos de Montaña: Un Festival Literario”.
- Presidenta de Honor del Sherubtse College (Kanglung) desde 2000.
- Presidenta y Fundadora de la Fundación Tarayana Foundation (TF) desde 2003.
- Patrona del Museo de Herencia Popular (FHM) [Phelchey Toenkhyim] desde 2001.

## Títulos, estilos, y honores

### Títulos y tratamientos
| ● 10 de junio de 1955-1979:        | Señora (Ashi) Dorji Wangmo                              |
| ● 1979-9 de diciembre de 2006:     | Su majestad la reina Dorji Wangmo, reina de Bután       |
| ● 9 de diciembre de 2006-presente: | Su majestad la reina Dorji Wangmo, reina madre de Bután |

### Honores
- Nacionales
  -  Medalla conmemorativa del Jubileo de Plata del rey Jigme Singye (02/06/1999).[6]
  -  Medalla de investidura del rey Jigme Khesar (06/11/2008).[6]
  -  Medalla conmemorativa del centenario de la monarquía (06/11/2008).[7]
  -  Medalla conmemorativa del 60.º cumpleaños del rey Jigme Singye (11/11/2015).
- Extranjeros
  - Caritas in Veritate International: Premio Papa Francisco a la Caridad y el Liderazgo (22/10/2016).[8]

## Ancestros
|  |                                     |  |  |  |  |  |  |  |  |  |  |  |  |  |  |  |
|  | 16. Nob Gyeltshen                   |  |  |  |  |  |  |  |  |  |  |  |  |  |  |  |
|  |                                     |  |  |  |  |  |  |  |  |  |  |  |  |  |  |  |
|  |                                     |  |  |  |  |  |  |  |  |  |  |  |  |  |  |  |
|  | 8. Kuenga Gyeltshen                 |  |  |  |  |  |  |  |  |  |  |  |  |  |  |  |
|  |                                     |  |  |  |  |  |  |  |  |  |  |  |  |  |  |  |
|  |                                     |  |  |  |  |  |  |  |  |  |  |  |  |  |  |  |
|  | 17. Aum Phenkhem                    |  |  |  |  |  |  |  |  |  |  |  |  |  |  |  |
|  |                                     |  |  |  |  |  |  |  |  |  |  |  |  |  |  |  |
|  |                                     |  |  |  |  |  |  |  |  |  |  |  |  |  |  |  |
|  | 4. Sangay Tenzin                    |  |  |  |  |  |  |  |  |  |  |  |  |  |  |  |
|  |                                     |  |  |  |  |  |  |  |  |  |  |  |  |  |  |  |
|  |                                     |  |  |  |  |  |  |  |  |  |  |  |  |  |  |  |
|  | 9. Ngodrup Pem                      |  |  |  |  |  |  |  |  |  |  |  |  |  |  |  |
|  |                                     |  |  |  |  |  |  |  |  |  |  |  |  |  |  |  |
|  |                                     |  |  |  |  |  |  |  |  |  |  |  |  |  |  |  |
|  | 2. Yab Dasho Ugyen Dorji            |  |  |  |  |  |  |  |  |  |  |  |  |  |  |  |
|  |                                     |  |  |  |  |  |  |  |  |  |  |  |  |  |  |  |
|  |                                     |  |  |  |  |  |  |  |  |  |  |  |  |  |  |  |
|  | 20. Soenam Drubyel, IV Sersang Lama |  |  |  |  |  |  |  |  |  |  |  |  |  |  |  |
|  |                                     |  |  |  |  |  |  |  |  |  |  |  |  |  |  |  |
|  |                                     |  |  |  |  |  |  |  |  |  |  |  |  |  |  |  |
|  | 10. Gyeltshen Dorji, V Sersang Lama |  |  |  |  |  |  |  |  |  |  |  |  |  |  |  |
|  |                                     |  |  |  |  |  |  |  |  |  |  |  |  |  |  |  |
|  |                                     |  |  |  |  |  |  |  |  |  |  |  |  |  |  |  |
|  | 21. Sangay Droelma                  |  |  |  |  |  |  |  |  |  |  |  |  |  |  |  |
|  |                                     |  |  |  |  |  |  |  |  |  |  |  |  |  |  |  |
|  |                                     |  |  |  |  |  |  |  |  |  |  |  |  |  |  |  |
|  | 5. Dorji Om                         |  |  |  |  |  |  |  |  |  |  |  |  |  |  |  |
|  |                                     |  |  |  |  |  |  |  |  |  |  |  |  |  |  |  |
|  |                                     |  |  |  |  |  |  |  |  |  |  |  |  |  |  |  |
|  | 22. Yonten Phuntsho                 |  |  |  |  |  |  |  |  |  |  |  |  |  |  |  |
|  |                                     |  |  |  |  |  |  |  |  |  |  |  |  |  |  |  |
|  |                                     |  |  |  |  |  |  |  |  |  |  |  |  |  |  |  |
|  | 11. Abi Yum Yangchen Droelma        |  |  |  |  |  |  |  |  |  |  |  |  |  |  |  |
|  |                                     |  |  |  |  |  |  |  |  |  |  |  |  |  |  |  |
|  |                                     |  |  |  |  |  |  |  |  |  |  |  |  |  |  |  |
|  | 1. Dorji Wangmo                     |  |  |  |  |  |  |  |  |  |  |  |  |  |  |  |
|  |                                     |  |  |  |  |  |  |  |  |  |  |  |  |  |  |  |
|  |                                     |  |  |  |  |  |  |  |  |  |  |  |  |  |  |  |
|  | 6. Lopen Duba                       |  |  |  |  |  |  |  |  |  |  |  |  |  |  |  |
|  |                                     |  |  |  |  |  |  |  |  |  |  |  |  |  |  |  |
|  |                                     |  |  |  |  |  |  |  |  |  |  |  |  |  |  |  |
|  | 3. Yum Thuiji Zam                   |  |  |  |  |  |  |  |  |  |  |  |  |  |  |  |
|  |                                     |  |  |  |  |  |  |  |  |  |  |  |  |  |  |  |
|  |                                     |  |  |  |  |  |  |  |  |  |  |  |  |  |  |  |
|  | 7. Aum Ugay Dem                     |  |  |  |  |  |  |  |  |  |  |  |  |  |  |  |
|  |                                     |  |  |  |  |  |  |  |  |  |  |  |  |  |  |  |
|  |                                     |  |  |  |  |  |  |  |  |  |  |  |  |  |  |  |